# Měňavka úplavičná
Měňavka úplavičná (Entamoeba histolytica) je parazitický prvok z říše Amoebozoa. Způsobuje lidskou měňavkovou úplavici a dále např. onemocnění jater. Vyskytuje se kosmopolitně, nejvíce však v rozvojových zemích (Mexiko, Vietnam, Indie, Egypt), kde je rozšířená kvůli špatné hygieně a teplému a vlhkému klimatu. Hlavním hostitelem je člověk, ale infikováni mohou být vzácně i psi, kočky a hlodavci. Přenáší se alimentární cestou značně odolnými cystami (fekálním znečištěním potravin a pitné vody). Nemá mezihostitele ani zvířecí rezervoár. Pokud napadne střevní sliznici, způsobuje střevní amébózu, invazivní kmeny mohou proniknout do tkání a způsobit extraintestinální amébózu. Většina infekcí je formou asymptomatického nosičství, pouze 10 % onemocnění je symptomatických. U dětí je invazivní amébóza velmi vzácná.

## Popis
Stádium trofozita dosahuje velikosti 10–40 µm. Cytoplazma je bohatá na vakuoly různých velikostí a rozličných funkcí. Tyto vakuoly vznikají při fagocytóze, případně představují lyzozomy či různá zbytková tělíska. Studiem ultrastruktury nebyla potvrzena přítomnost Golgiho aparátu a endoplazmatického retikula. Jejich funkci zastává systém specializovaných vakuol. Buněčné jádro neobsahuje klasické jadérko. V jádru se centrálně nachází karyosom a periferně jsou uložena granula chromatinu plnící funkci jadérka. Ribosomy se v buňce shlukují do řetízků. Entamoeba histolytica má relikty po mitochondrii nazývané mitosomy. Mitosomy mají dvojitou membránu a neobsahují DNA. V mitosomu E. histolytica byla popsána dráha pro metabolizmus síry.

## Životní cyklus

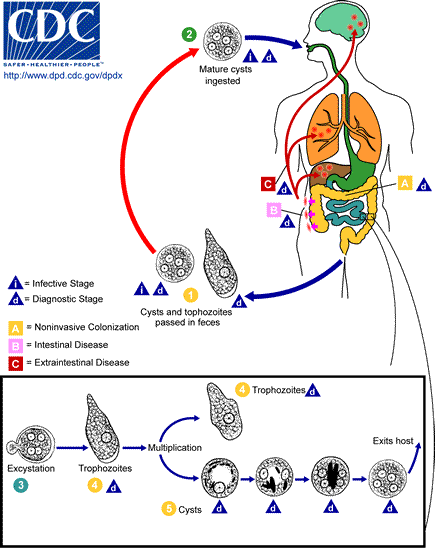
Vývojový cyklus Měnavky

Infekce se přenáší pozřením cyst fekálně kontaminovaným jídlem. Cysta je odolná vůči žaludečním šťávám a putuje do tenkého střeva, kde excystuje. Dělí se na 4 a poté na 8 améb, které putují do tlustého střeva. Většina améb (forma minuta) se živí bakteriemi ve střevě a ve formě cyst je vylučována stolicí, ale při větším množství infekce se některé přichytí ke sliznici a vytváří léze o tvaru široké láhve s úzkým hrdlem (forma magna).

## Patogeneze
Entamoeba histolytica způsobuje některá významná onemocnění, např. ve střevě měňavkovou úplavici čili dyzenterii a v játrech amébové abscesy. Ročně onemocní amébovou úplavicí desítky miliónů lidí a desetitisíce jich umírají. V ČR je toto onemocnění vzácné a obvykle jde o importy (viz cestovatelské průjmy).